# ماغي هاثاواي
ماغي هاثاواي (بالإنجليزية: Maggie Mae Hathaway)‏ هي كاتبة حول الرياضة ومغنية وممثلة أمريكية، ولدت في 1 يوليو 1911 في كامبتي في الولايات المتحدة، وتوفيت في 24 سبتمبر 2001.

## وصلات خارجية
- ماغي هاثاواي على موقع IMDb (الإنجليزية)
- ماغي هاثاواي على موقع ديسكوغز (الإنجليزية)
- ماغي هاثاواي على موقع قاعدة بيانات الفيلم (الإنجليزية)